# Easycard

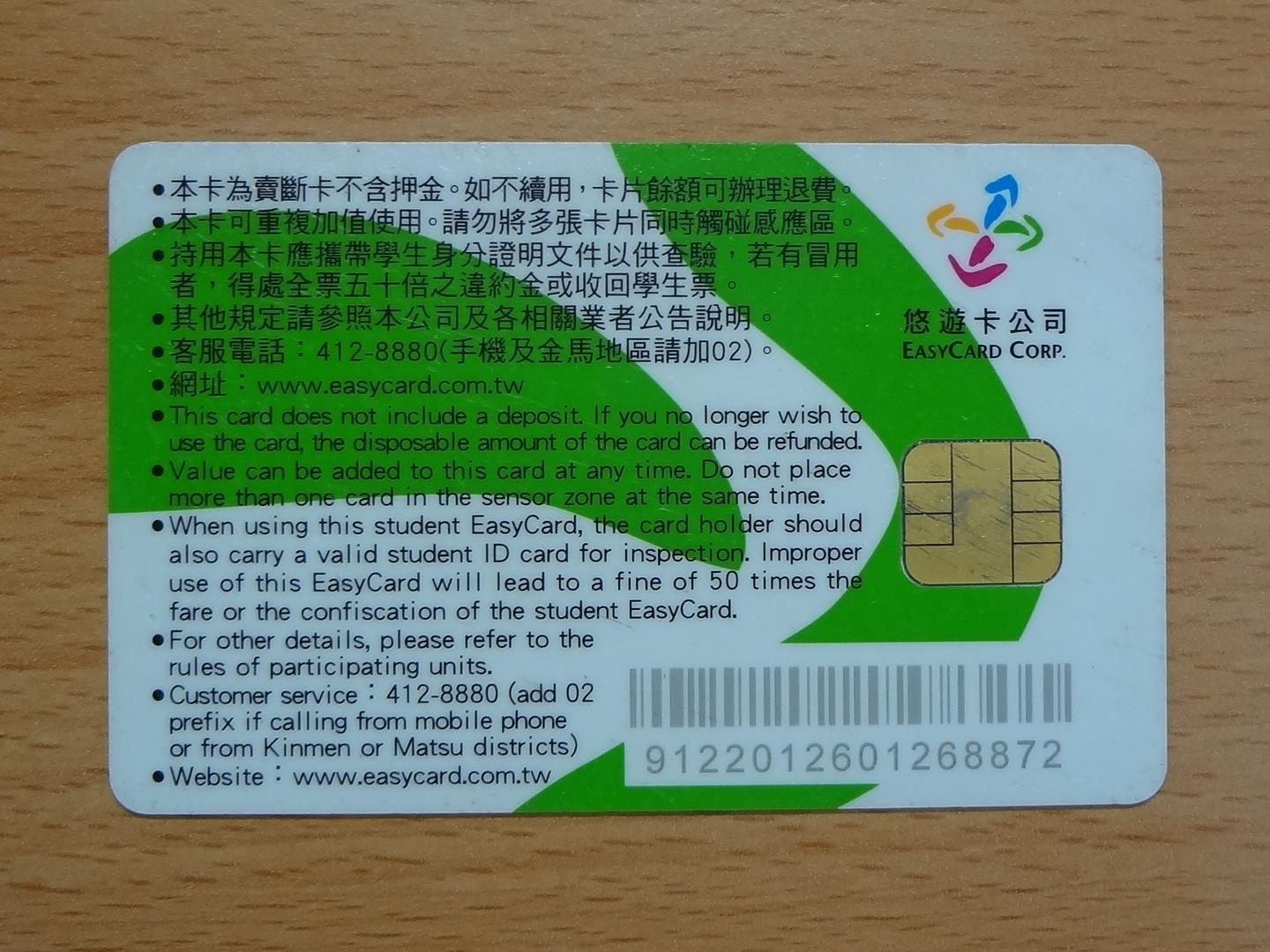
Rückseite einer Easycard

Die Easycard (chinesisch: 悠遊卡, Pinyin: Yōuyóukǎ) ist die erste berührungslose, wiederaufladbare Chipkarte in Taiwan, die seit 2000 für die Massenverkehrsmittel benutzt wird. Der Begriff „Easycard“ bedeutet auf Deutsch so viel wie „bequeme Karte“, was eine starke Begriffsähnlichkeit mit der singapurischen EZ-link-Karte aufweist.
Die Easycard löst die ältere magnetische Fahrkarte ab, die bis dahin in Gebrauch war. Die Karte ist anonym, d. h. bei Kauf wird kein Ausweis verlangt. Eine Ausnahme bildet die personalisierte Karte. Allerdings besitzen alle Easycard-Karten eine individuelle Seriennummer zur Identifikation, was eine Verfolgung der gefahrenen Strecke, aber auch die Nutzung als Zugangsausweis ermöglicht.
Derzeit kann die Easycard an allen Haltestellen der Metro Taipei, den daran angeschlossenen Parkplätzen, mehreren tausend Bussen der 14 Busbetreiber und 31 Parkplätzen, die von der Stadtverwaltung betrieben werden, benutzt werden. Außerdem kann man jetzt die Karte auch zunehmend in den täglich durchgehend  geöffneten (24/7) Convenience Stores wie zum Beispiel von 7-Eleven zum Bezahlen benutzen und auch mit Guthaben aufladen.

## Herausgeber
Die Taipei Smart Card Corporation (TSCC) wurde im März 2000 gegründet. Sie besteht aus folgenden Mitgliedern: Taipei City Government, Taipei Rapid Transit Corporation, 13 private Busbetreiber, TAIPEIBANK, Mitac Inc., Taishin International Bank, United World Chinese Commercial Bank, Seaward Leasing Co., Chinatrust Commercial Bank, Mercuries Data System Ltd., China Engineering Consultants, Inc. und Solomon Smartnet Corp. Ihr Ziel ist es, das berührungslose Zahlungssystem weiter voranzubringen, sodass eines Tages sich ein Anwendungsbereich ergibt, der nicht nur auf den öffentlichen Verkehr beschränkt,
sondern als universelles bargeldloses Zahlungsmittel verwendet wird. Ein Beispiel dazu ist die Octopus-Karte in Hongkong, mit der schon Einkäufe bezahlt werden können und auch als sichere Zugangskontrolle Anwendung findet.

## Gebrauch
Es reicht, mit der Karte in die Nähe von einigen Zentimetern des Lesegerätes zu kommen. Die Abbuchung funktioniert selbst durch übliche Materialien, wie Leder oder Baumwolle, sodass die meisten Benutzer ihre Geldbeutel, Handtaschen, Rucksäcke oder Jacken über den Kartenleser streifen. Das Abbuchen des Guthabens dauert 0,3 Sekunden. Sollten sich mehrere Karten z. B. im Geldbeutel befindet, funktioniert der Kartenleser nicht zuverlässig, da sich die Karten gegenseitig stören. Als Abhilfe muss die Karte separat über den Kartenleser gehalten werden.
Die Karte kann an den Haltestellen und in U-Bahnhöfen an speziellen Automaten nachgeladen und die letzten Abbuchung nachverfolgt werden. Der Kauf erfolgt an den Kundenschaltern, wobei noch ein Pfand für die Karte einbehalten wird, das bei Rückgabe wieder zurückerstattet wird. Das Pfand beträgt 100 NT $, und der Kauf kann außer an den Kundenschaltern der MRT (Taipei) auch in den meisten Geschäften wie 7-Eleven, Hi-Life oder anderen Convenience Stores erfolgen.

## Vorteile
Es ist nicht mehr nötig, genügend Kleingeld zur Hand zu haben oder ständig Fahrkarten zu kaufen. Außerdem beschleunigt sich die Durchgangsrate der Passagiere durch die Drehkreuze, bzw. verringert die Standzeit der Busse an Haltestellen. Eine Easycard kann in verschiedene Verkehrsmitteln und zukünftig auch zur Bezahlung in Geschäften benutzt werden. Dadurch, dass die Karten mehrere Jahre benutzt werden, wird Müll vermieden.
Für die Stadtplaner bedeutet die Einführung der Easycard eine Attraktivitätssteigerung von öffentlichen Verkehrsmitteln und durch Umstieg vom Auto auf den ÖPNV wird eine Verringerung von Staus auf den Straßen erreicht. Durch die Benutzungsdaten kann eine transparente Übersicht erstellt werden, welche der Bevölkerung eine Fahrpreiserhöhung besser vermitteln kann. Zudem spielten Bedenken wegen Einschränkung der Privatsphäre, wie sie bei Verwendung von RFID-Techniken in Europa regelmäßig aufkommen, keine größere Rolle.
Die Transportbetreiber profitieren von zuverlässigeren Betriebsdaten, wie Umsatz und Transportvolumen, welches zu Kosteneinsparungen führt. Eine größere Durchlaufrate von Passagieren aufgrund des kürzeren Dauer der Zutrittskontrolle hat eine effizientere Ausnutzung und einen höheren Bahntakt zur Folge. Das automatisierte, bargeldlose Fahrkartensystem spart Kosten bei der Kassenüberprüfung und dem Geldtransport ein.

## Technik
Die Easycard hat die Abmessungen einer gewöhnlichen Kreditkarte. Der RFID-Chip und die Antenne befinden sich im Inneren der Karte. Die Datenverbindung erfolgt mittels Funkwellen im Abstand von bis zu 10 cm. Es befindet sich keine Batterie in der Karte, die Energie für den Betrieb des RFID-Chip wird über elektromagnetische Wellen vom Kartenleser übertragen.
Das verwendete Mifare Classic System ist mittlerweile kryptografisch gebrochen. Zusätzlich wird bei der Easycard der Geldbetrag nur auf der Karte selbst gespeichert und kann beliebig verändert werden. Der deutsche Hacker Harald Welte zeigte dies in seinem Vortrag auf dem 27. Chaos Communications Congress des CCC.
Die gleiche Technik wird noch für folgende Karten verwendet:
- Hongkong: Octopus-Karte seit 1997
- Singapur: EZ-link-Karte seit 2002
- Großraum Tokio: Super Urban Intelligent Card (Suica) seit 2001
- Atlanta: Breeze Card seit 2006
- London: Oyster Card seit 2003
- Niederlande: OV-chipkaart seit 2005